# Stat Quo
Stat Quo (* 26. Juli 1979 in Atlanta, bürgerlich Stanley Benton) ist ein US-amerikanischer Rapper und steht bei Gracie Productions / EMI Music unter Vertrag.

## Karriere
Stat Quo stand ab 2003 über Shady Records bei Aftermath Entertainment unter Vertrag, verließ das Label 2008 jedoch nur mit Songbeiträgen und Kompilationen im 2004 erschienenen Encore von Eminem und im 2006 erschienenen Eminem Presents: The Re-Up. Seit 2009 steht er bei Gracie Productions / EMI Music unter Vertrag.
Er veröffentlichte bereits mehrere Mixtapes sowie im April 2009 das digitale Album „Smokin' Mirrors“.
Am 13. Juli 2010 erschien sein Debütalbum Statlanta über das Label Dream Big Ventures von Sha Money XL.

## Diskografie

### Studioalben
- 2010: Statlanta

### Street Alben
- 2009: Smokin Mirrors
- 2009: The Great Depression

### Mixtapes
- 2004: Next Generation (mit DJ Ron & Tefla & Jaleel)[4]
- 2006: Grown Man Music (mit DJ Drama)
- 2006: Big Business (mit Chamillionaire)
- 2007: Road to Statlanta
- 2007: DJ Noodles and Stat Quo: Now or Never (mit DJ Noodles)
- 2008: Statistically Speaking
- 2008: The South Got Somethin to Say
- 2008: The Bailout
- 2009: Quo City
- 2009: Checks & Balance
- 2009: The Invisible Man
- 2009: The Status Report
- 2010: 2010

### Singles
- 2005: Like Dat
- 2007: Here We Go
- 2007: G.R.I.T.S. (Girls Raised in the South)
- 2009: Ghetto USA
- 2010: Success
- 2013: Michael
- 2013: Trillion

### Gastbeiträge (Auswahl)
- 2004: Walk With Me (Young Buck feat. Stat Quo; auf „Straight Outta Ca$hville“ von Young Buck)
- 2004: Spend Some Time (Eminem feat. Obie Trice, Stat Quo & 50 Cent; auf „Encore“ von Eminem)